# 8783 Gopasyuk
A 8783 Gopasyuk (ideiglenes jelöléssel 1977 EK1) a Naprendszer kisbolygóövében található aszteroida. Nyikolaj Sztyepanovics Csernih fedezte fel 1977. március 13-án.